# Militärische Anzugart
Anzugarten sind verschiedene Arten von Uniformen, die typischerweise für einen spezifischen Anlass vorgeschrieben sind.

## Heutige Anzugarten
Im Laufe der Jahre  haben sich verschiedene Grundtypen entwickelt, wobei die Bandbreite je nach Haushaltslage und Traditionsbewusstsein der jeweiligen Streitkraft schwankt:
- Paradeanzug: Diese Anzugart findet Verwendung bei Paraden oder ähnlichen zeremoniellen Anlässen. In der Bundeswehr entspricht ihr  der große Dienstanzug. Die British Army und die Streitkräfte einiger Commonwealth-Staaten haben hierfür einen an die jeweilige Paradeuniform von 1914 angelehnten full dress: Waffenrock (je nach Truppenteil in scharlachrot, königsblau oder dunkelgrün) mit Stehkragen und Aufschlägen in Abzeichenfarbe, dazu historische Kopfbedeckungen (Pickelhaube mit Helmbusch, Grenadiermütze, Tschapka, Kolpak o. ä.). In der Regel wird diese Uniform nur von Garden, Musikern und höheren Offizieren getragen, an die meisten Soldaten hingegen wird der einheitlich dunkelblaue No. 1 Dress mit Schirmmütze ausgegeben.
- Ausgehanzug: Diese Anzugart wird außerhalb des Kasernenbereichs getragen. In der Bundeswehr entspricht ihr  der Dienstanzug, der dort aber auch bei feierlichen dienstlichen Anlässen oder bei Verwendung in höheren Stäben als Alltagsuniform getragen wird.
- Feldanzug: Diese Anzugart wird im alltäglichen Dienst oder im Einsatz getragen und ist heute in den meisten Armeen als farblich gemusterte Tarnkleidung konzipiert.
- Gala- oder Gesellschaftsanzug:  er wird zu Anlässen getragen, zu denen Zivilisten Frack oder Smoking tragen würden.

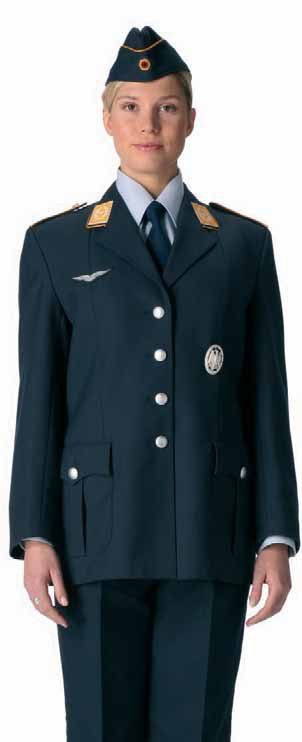
Dienstanzug der Bundesluftwaffe
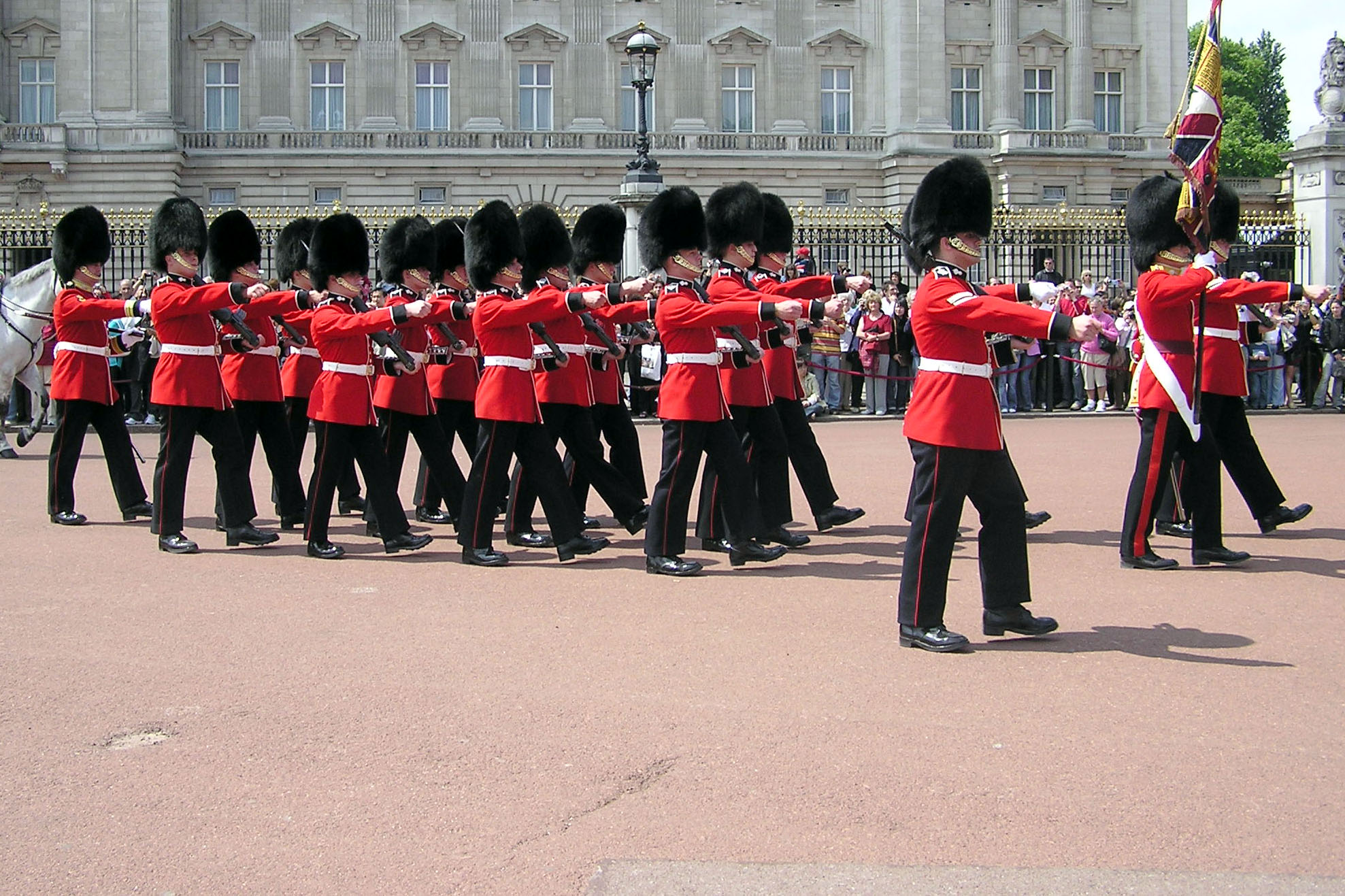
britische Grenadier Guards im Paradeanzug
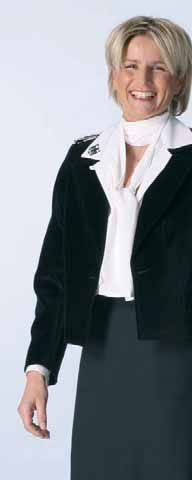
Gesellschaftsanzug der Bundeswehr (Heer)
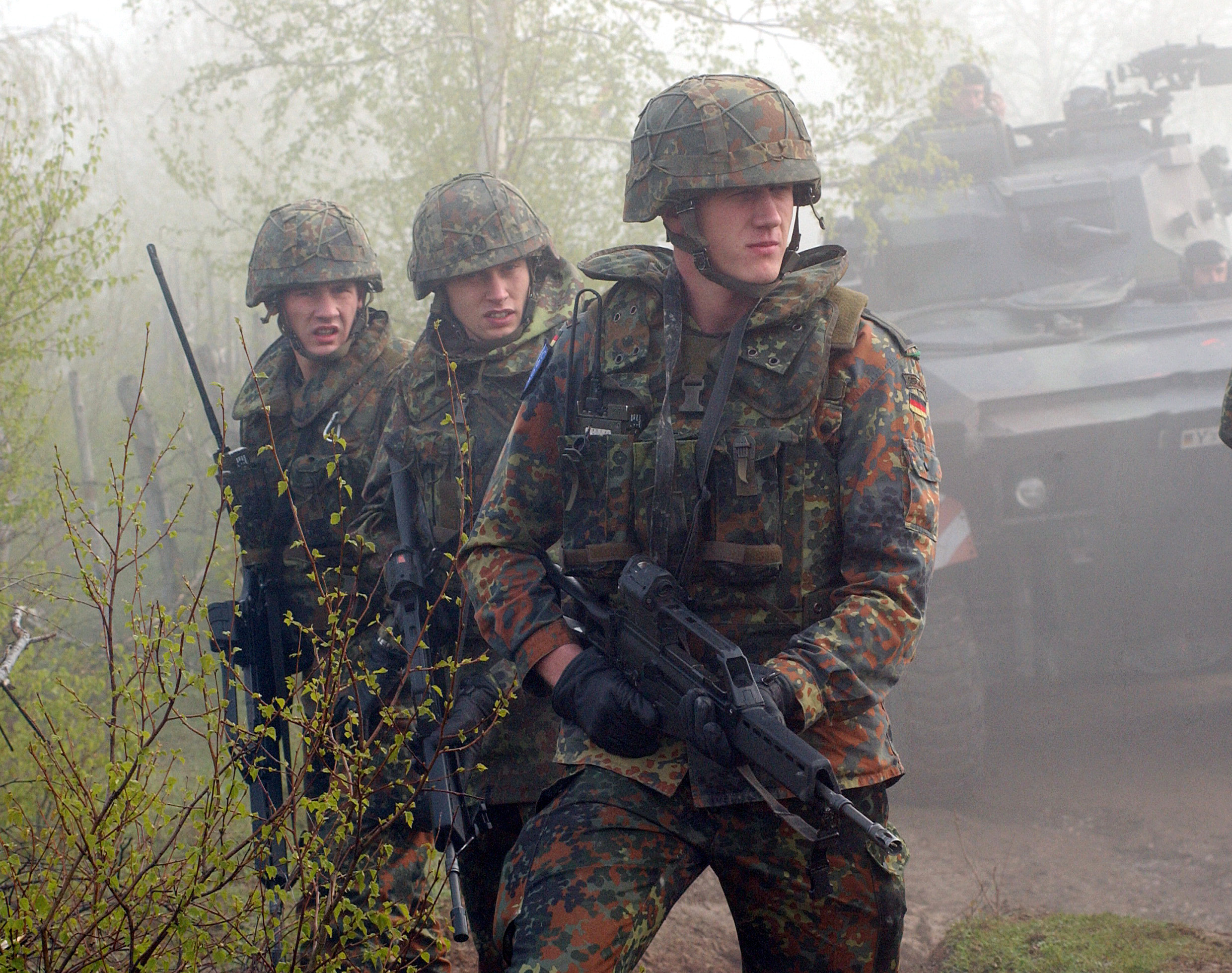
Feldanzug der Bundeswehr

## Historische Anzugarten
Der Arbeitsanzug der Bundeswehr als solcher verschwand zu Beginn der 1970er Jahre, als Jacke, Hose und Hemd des damaligen olivfarbenen Arbeitsanzuges beim Feldanzug die jagdmelierten Uniformteile ersetzten. In den Streitkräften des deutschen Reiches wurde für Arbeitseinsätze und Ausbildung ein heller Drillichanzug ausgegeben. In einigen Armeen des 19. Jahrhunderts wurden zum sogenannten Marschanzug statt enger Hosen und unbequemer Gamaschen weitere, lange Hosen getragen.